# Aulacorthum sedens
Aulacorthum sedens är en insektsart. Aulacorthum sedens ingår i släktet Aulacorthum och familjen långrörsbladlöss. Inga underarter finns listade i Catalogue of Life.